# Huber (företag)
Huber Oy Ab var ett finländskt VVS-, verkstads- och plastindustriföretag.
Huber grundades 1879 av schweizaren Robert Huber (1844–1905), som 1872 kommit till Helsingfors för att leda byggnaden av stadens vattenledningsnät. Företaget, som senare etablerade sig i flera andra branscher och 1980 hade omkring 2 200 anställda, inköptes 1995 av YIT-koncernen Oy och arbetar sedan 2001 under namnet YIT Installation Ab.